# Близница (горы)
Близни́ца (Ближница; укр. Близниця) — две горы в восточной части массива Свидовец в Горганах (Украинские Карпаты, в Раховском районе Закарпатской области), расположены на территории Карпатского Биосферного Заповедника.
Располагаются рядом и похожи по форме. Высота высшей (северной) вершины 1883 м. С севера Близницы ограничены горой Драгобрат. Южные и западные склоны пологие, восточные — круто обрываются в сторону расширенного верховья долины — ледникового кара с остатками морены и ледниковых озер. Состоят из песчаников, есть слои известняков. До высоты 1400 м — хвойные и буковые леса, криволесье, выше — полонины. Объект туризма. Популярное место для фрирайда в Карпатах.